# Cena de Acción de Gracias

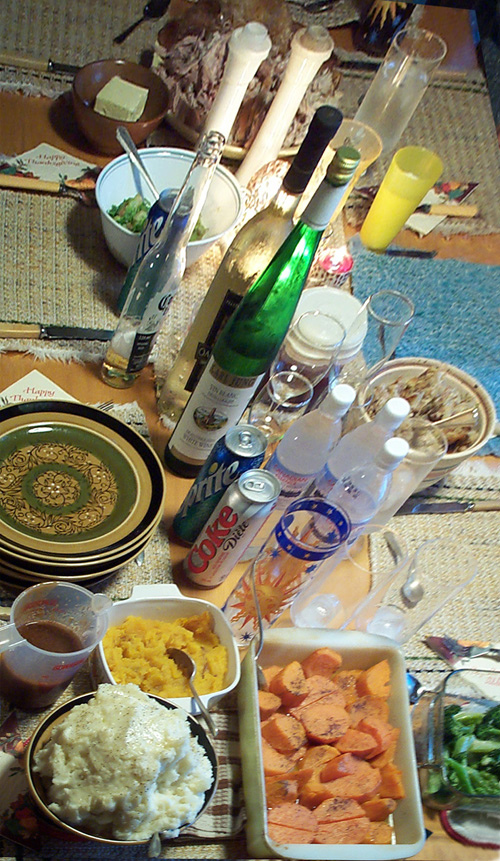
Ingredientes para la Cena de Acción de Gracias en Ontario.

La Cena de Acción de Gracias es un evento especial celebrado en Estados Unidos el Día de Acción de Gracias. El alimento protagonista de esta cena es pavo asado al horno. La tradición culinaria de esta cena obliga a emplear los ingredientes originarios de los indios nativos. En Estados Unidos se celebra una cena muy similar a la cena de Navidad.

## Plato principal
El pavo es el plato principal, hasta el punto de que también se ha venido denominando de forma jocosa a este día como el Turkey Day (USA) (el día del pavo).
Cada año se sacrifican millones de pavos para esta cena. Como alternativas a los pavos se suelen emplear patos. En algunas tiendas vegetarianas venden alguna variante para la celebración de este día que denominan tofupavo (Tofurkey).

### Los acompañamientos

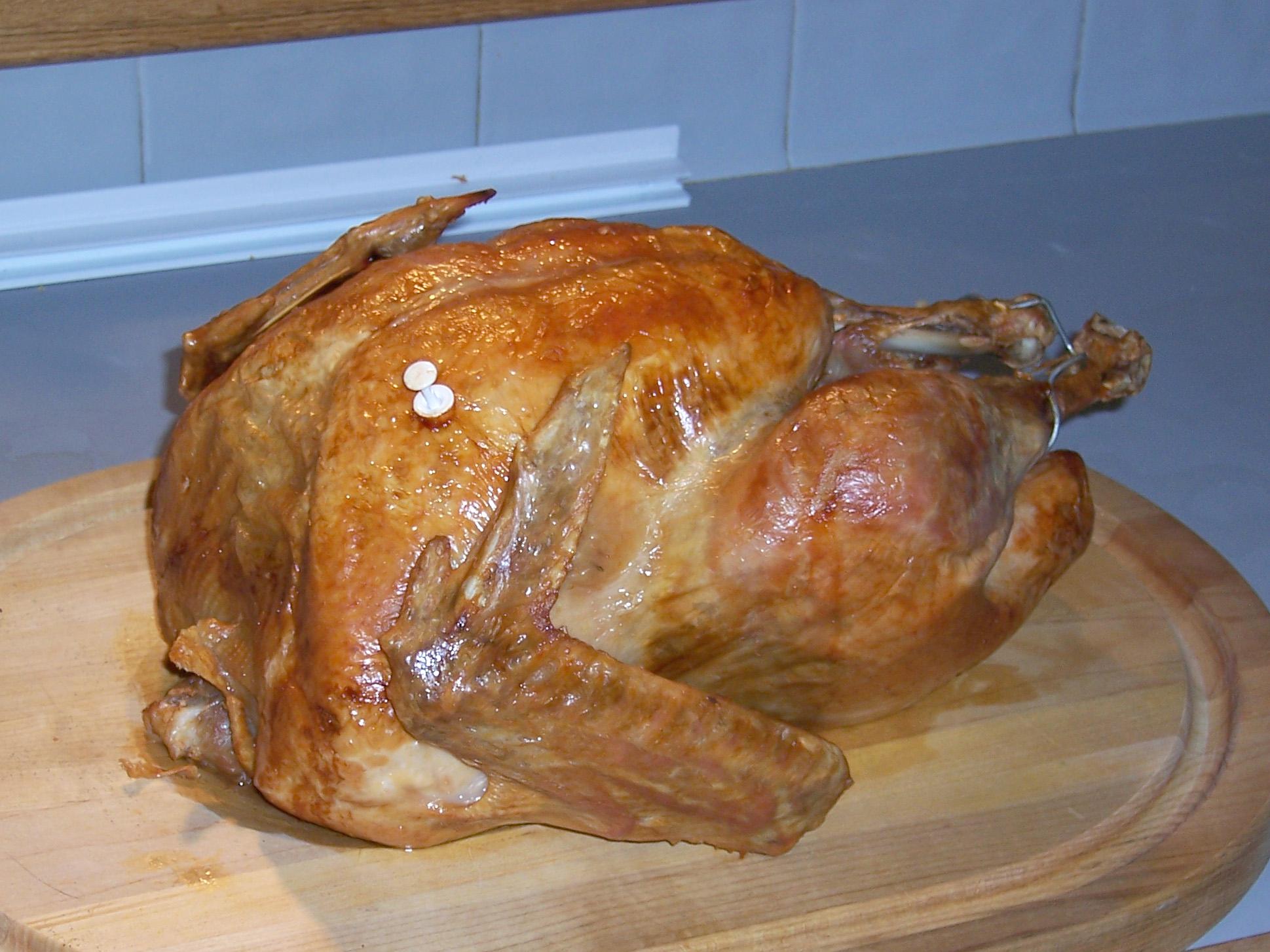
Típico pavo asado de la cena de acción de gracias.

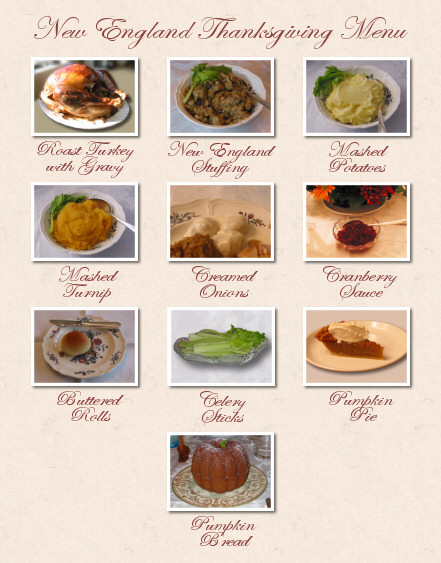
Una comida del Thanksgiving en Nueva Inglaterra.

Suelen emplearse alimentos , y al pavo asado se lo acompaña por regla general con alguna salsa de arándanos (generalmente dulce y que contrasta con los sabores salados de la carne), algún plato de verduras tales como las judías verdes cocidas en lo que se denomina: green bean casserole, el puré de patatas, y otros.

### Los postres
Se suele terminar esta cena con ciertos postres tradicionales como el pastel de pacanas, la tarta de manzana, el sweet potato pie (tarta de batatas) o pastel de calabaza y también una típica salsa de arándanos. También el pastel de moras.

## Bebidas
Suele emplearse como bebida de la cena de acción de gracias tanto la sidra de manzana, como el vino o el champán.